# Guillermo Rothschuh Tablada
Guillermo Rothschuh Tablada (Juigalpa, 27 de mayo de 1926-Juigalpa, 6 de noviembre de 2022) fue un educador, poeta y ensayista nicaragüense.

## Biografía
Nació en Juigalpa, departamento de Chontales, el 27 de mayo de 1926. 
Se graduó en 1946 de la Escuela Normal Central "Franklin Delano Roosevelt", de la capital Managua. Posteriormente estudió pedagogía en París y literatura en Montpellier, Francia.
Fue director del Instituto Nacional "Josefa Toledo de Aguerri" de Chontales entre 1949-1953, y director del Instituto Nacional Central "Miguel Ramírez Goyena" en Managua entre 1953-1958. También fue asesor pedagógico del Ministerio de Educación ente 1979 y 1984.
En 1952 fundó el Clan Intelectual. En 1960 publicó sus Poemas Chontaleños "nacidos en pleno llano, bajo un sol que es como “una lámpara de once mil demonios”" y en 1965 Cita con un árbol. En 2005 publicó Tela de Cóndores que homenajea al pintor ecuatoriano Oswaldo Guayasamín.
El 10 de abril de 1970 ingresó en la Academia Nicaragüense de la Lengua.
En 2010 recibió el Premio Nacional al Magisterio de la Fundación Luisa Mercado y ese mismo año la Universidad Nacional Autónoma de Nicaragua en Managua (UNAN Managua) le otorgó el doctorado Honoris Causa.

## Fallecimiento
Murió en su ciudad natal, Juigalpa, el 6 de noviembre de 2022, a los 96 años de edad. Su muerte fue lamentada por la intelectualidad nicaragüense.

## Valoración
Para el ex-rector de la Universidad Nacional Autónoma de Nicaragua, León (UNAN-León) y exministro de educación, doctor Carlos Tünnermann Bernheim fue:
"Poeta de tierras adentro, en su canto se hermanan hombre y paisaje, vida y naturaleza, protesta y esperanza. Es un poeta bucólico, rural y, por lo mismo, estremecidamente humano."
En palabras del doctor Fidel Coloma González, recordado ex-director de la Biblioteca Nacional "Rubén Darío" y crítico de su obra:
"Su poetizar, se nutre de esa realidad hombre-naturaleza cuyo secreto palpitar él percibe y cuya poética irradiación es él solo en desvelar."

## Obras

### Poesía
- Poemas Chontaleños (1960)
- Cita con un árbol (1965)
- Veinte elegías al Cedro (1974)
- Quinteto a Don José Lezama Lima (1978)
- Letanías a Catarrán (1985)
- Tela de Cóndores (2005)

### Ensayo
- Los guerrilleros vencen a los generales (1980)
- El retorno del cisne (1980)
- Las uvas están verdes (1998)
- Mitos y mitotes (2002)

## Reconocimientos
- Académicos de número (1970) de la Academia Nicaragüense de la Lengua
- Hijo Dilecto de la ciudad de Juigalpa (2001)
- Premio Nacional al Magisterio (2010) de la Fundación "Luisa Mercado"
- Doctor Honoris Causa en Educación (2010) otorgado por la UNAN-Managua
- Orden de la Independencia Cultural Rubén Darío (2020)
- Orden de la Libertad Pedro Joaquín Chamorro Cardenal
- Orden Guillermo Rothschuh Tablada (2022)[8]